# Sphaerotholus
A Sphaerotholus (nevének jelentése 'gömbkupola', az ógörög sphaira 'gömb' és tholos 'kupola' szavak összetételéből, a jellegzetes kupolás koponyatetőre utalva) a pachycephalosaurus dinoszauruszok egyik neme, amely a késő kréta korban élt a mai Egyesült Államok nyugati részén. Két faját írták le: a típusfaj a S. goodwini a Kirtland-formáció Den-na-zin-tagozatából, az új-mexikói San Juan megyéből (a késő campaniai alkorszakból), a S. buchholtzae pedig a Hell Creek-formációból a montanai Carter megye nyugati részéről (a késő maastrichti alkorszakból) származik.
A tény, hogy a Sphaerotholus az Új-Mexikóban, a campaniai korszakban való feltűnése után Montanában a maastrichti korszak végén is előfordult, azt bizonyítja, hogy ez a taxon aránylag hosszú időn (7–8 millió éven) át fennmaradt, és nagy területen terjedt el. Thomas D. Williamson és Thomas E. Carr az alábbit írta a nemről: „a mélységet a kaudális nézeten látható módon laterálisan csökkentő parietosquamosális rúd, valamint az egy sorban elhelyezkedő szegélyező csomók és a lateroventrális sarokban levő csomó révén eltér az összes pachycephalosauridától”. A Sphaerotholust nagyon fejlett pachycephalosaurusnak tartják.

## Sphaerotholus goodwini
A típusfaj holotípusa (az Új-Mexikói Természetrajzi Múzeum NMMNH P-27403 katalógusszámú lelete) egy hiányos arccsontú és szájpadú koponyából áll. A fajról Carr és Williamson az alábbit írta: „A Sphaerotholusnál a kaudális nézetben látható, a mélységet laterálisan csökkentő parietosquamosális rúd a S. buchholtzae-nél találhatónál kevésbé kiterjedt, a szájpad pedig egy vékony csúszkává csökkent a squamosális csontok között.” A faj neve Mark B. Goodwin, amerikai őslénykutató pachycephalosaurus dinoszauruszokkal kapcsolatban végzett munkája előtt tiszteleg. A második példány, melyet az S. goodwinihoz kapcsoltak (az NMMNH P-30068 katalógusszámú lelet) a Kirtland-formáció korábbi, Farmington-tagozatából származik. Ez a példány egy töredékes squamosális csontból, egy majdnem teljes fogcsontból és egy azonosítatlan koponyacsont töredékből áll.

## Sphaerotholus buchholtzae
A S. buchholtzae holotípusa (a TMP 87.113.3 katalógusszámú lelet) egy hiányos koponya. A fajról Carr és Williamson az alábbit írta: „A Sphaerotholusnál a kaudális nézetben egy olyan falcsont látható, ami a squamosális csontok között elég széles ahhoz, hogy parietosquamosális csomókat tartalmazzon, a parietosquamosális perem kaudális szegélye pedig nagyobb, mint a S. goodwini esetében, a laterális sarokban levő csomó kisebb méretű, mint a S. goodwininél és a parietosquamosális rúd ventrális szegélye felett helyezkedik el, a parietosquamosalális perem laterális szegélyén levő csomók pedig kisebbek a squamosális részen, és egy tarajjá nőttek össze a postorbitális csonton.” A faj neve Emily A. Buchholtz pachycephalosaurusokkal kapcsolatos kiterjedt munkássága előtt tiszteleg.
Felmerült, hogy ez a faj a P. edmontonensis fiatalabb szinonimája lehet.

## Fordítás
- Ez a szócikk részben vagy egészben a Sphaerotholus című angol Wikipédia-szócikk ezen változatának fordításán alapul.  Az eredeti cikk szerkesztőit annak laptörténete sorolja fel. Ez a jelzés csupán a megfogalmazás eredetét és a szerzői jogokat jelzi, nem szolgál a cikkben szereplő információk forrásmegjelöléseként.